# Diceros bicornis longipes
Il rinoceronte nero occidentale (Diceros bicornis longipes, Zukowski 1949), o rinoceronte nero dell'Africa occidentale, era la sottospecie più rara di rinoceronte nero e nel novembre 2011 è stata dichiarata estinta dopo cinque anni senza alcun avvistamento. Un tempo era diffuso nelle savane dell'Africa centro-occidentale, ma si è estinto a causa del bracconaggio.

## Descrizione
I rinoceronti neri occidentali erano lunghi 3-3,8 metri, alti 1,3-1,6 metri e pesavano 793-1360 chilogrammi. Erano muniti di due corni, dei quali il primo misurava 0,5-1,3 metri ed il secondo 2-55 centimetri. Come tutti i rinoceronti neri erano brucatori e vivevano nelle savane.

## Popolazione e declino
Il rinoceronte nero occidentale fu cacciato in gran numero agli inizi del XX secolo, ma la popolazione aumentò negli anni '30 in seguito alla messa in atto di piani di conservazione. Le azioni di protezione, comunque, andarono declinando nel corso degli anni e così il numero dei rinoceronti neri occidentali. Nel 1980 ne rimanevano un centinaio di esemplari. Il bracconaggio, però, continuò e nel 2000 ne sopravvivevano solamente 10. Agli inizi del 2006 venne effettuato un intenso sopralluogo del Camerun settentrionale (l'ultimo habitat rimasto di questa specie), ma non venne visto nessun rinoceronte. Dopo questa notizia la IUCN dichiarò Diceros bicornis longipes sperimentalmente estinto. Il bracconaggio illegale, le limitate azioni anti-bracconaggio, il fallimento giuridico nella punizione dei bracconieri ed altre cause hanno contribuito all'estinzione della specie. Alcuni speravano che potesse essere rimasto in vita qualche esemplare che possa essere riscoperto in futuro (da qui il termine estinzione «sperimentale»), ma le possibilità non si sono concretizzate e nel novembre 2011 è stato dichiarato ufficialmente estinto dalla International Union for Conservation of Nature.